# Res extra commercium
Res extra commercium je historickým právním pojmem pocházejícím z římského práva. Označoval kategorii věcí, latinsky res, s nimiž nemohly soukromé osoby nakládat v rámci právních vztahů, které uzavíraly. Nešlo s nimi tedy obchodovat, nemohly být ani objektem vlastnických práv a nacházely se ve zvláštním právním režimu. Jejich opakem byla kategorie věcí res in commercio.
Res extra commercium se dělily do dalších podkategorií: res divini iuris (věci božského práva) a res humani iuris (věci lidského práva).

## Dělení res extra commercium
- Res divini iuris – věci božského práva
  - Res sacrae – věci posvátné
  - Res religiosae – věci zasvěcené
  - Res sanctae – věci svaté
- Res humani iuris  – věci lidského práva
  - Res omnium communes – věci všem společné
  - Res publicae/populi – věci veřejné/římského státu
  - Res universitatis – věci všech